# Oritrophium marahuacense
Oritrophium marahuacense là một loài thực vật có hoa trong họ Cúc. Loài này được Steyerm. & Maguire mô tả khoa học đầu tiên năm 1984.